# Brusarci
Brusarci (bulharsky Брусарци) je město ležící v severozápadním Bulharsku, ve zvlněné části Dolnodunajské nížiny nedaleko úpatí Staré planiny. Je správním střediskem stejnojmenné obštiny a má 995 obyvatel.

## Historie
Předpokládá se, že sídlo vzniklo jako bulharská dědina v 15. století. Prvně je zaznamenána v osmanském berním soupisu z roku 1584 jako Gagovica s 54 domácnostmi, 5 svobodnými a jednou vdovou. Podle uložené daně 3 487 akče šlo o velkou ves. Předpokládá se, že jméno bylo shodné s tehdejším názvem zde protékající říčky, v současnosti nazývané Nečinska bara. Název Brusarci se poprvé objevuje v roce 1867 v ruské diplomatické korespondenci. Osídlení se několikrát přesunulo z prvého břehu na levý kvůli opakovaným epidemiím moru. Místní obyvatelé se v roce 1850 zúčastnili Vidinského povstání způsobeného neúnosnou situací vzniklou po agrární reformě v roce 1834. Na setkání jeho vůdců v Rakovickém klášteře je zastupovali kňaz Petăr a předák Mladen. V roce 1860 se veškeré obyvatelstvo, s výjimkou 2 domů, přestěhovalo do Ruska a na jejich místo přišli odtamtud Tataři. V letech 1860 nebo 1861 přišli další osídlenci – Čerkesové a postavili si na území dnešního hřbitova 23 domů, ve kterých žilo 39 mužů a 42 žen. V roce 1862 se vrátilo 215 původních obyvatel a osídlilo 45 domů. Poněkud v rozporu s tím jsou údaje o počtu domů, který vzrostl z 45 (1841) pouze na 50 (1870) s 265 obyvateli.
Za rusko-turecké války byla ves osvobozena rumunskou armádou v prosinci 1877 a stala se součástí Bulharského knížectví. V roce 1880 byla postavena první škola se dvěma učebnami a v pozdějších letech byla mnohokrát rozšiřována (1927, 1935, 1946, 1953, 1972). V balkánských válkách padlo 6 místních a v první světové 22. Zásadní význam pro další rozvoj měla výstavba trati Mezdra-Vidin, která byla zahájena v roce 1908 a uvedena do provozu v roce 1913 s konečnou stanicí Lom. Teprve v roce 1923 se otevřela trať celá a zdejší nádraží stalo železničním uzlem tím, že se z trati do Lomu stala pouze odbočka. Dokládá to i růst počtu obyvatel, který mezi lety 1920 a 1926 vzrostl o třetinu z 1 103 na 1 456. V první polovině roku 1948 proběhla v textilní továrně „Platno“, která byla otevřena v onom roce, první stávka v Bulharsku uskutečněná po komunistickém převratu 9. září 1944, ale trvala pouze jednu směnu. V roce 1959 zde bylo otevřeno učiliště se zaměřením na opravu zemědělských strojů a to se v roce 1962 přeměnilo na střední technickou školu. Její zaměření se vícekrát měnilo a v současnosti (od roku 2016) funguje jako gymnázium. Mateřská školka vznikla jako sezónní v roce 1963 a roku 1968 se stala trvalou. Ve městě je od roku 1966 stadión s kapacitou 10 000 diváků, z toho 4 000 sedících. Brusarci byly povýšeny na město v roce 1984.

## Obyvatelstvo
Ve městě žije 1 039 obyvatel a je zde trvale hlášeno 1 084obyvatel. Podle sčítání 1. února 2011 bylo národnostní složení následující:
- Bulhaři: 1 125 (94.1 %)
- Romové: 71 (5.9 %)